# Stand (Le bizzarre avventure di JoJo)

Jotaro Kujo e il suo Stand "Star Platinum" in una scena dell'anime Stardust Crusaders

Lo Stand (スタンド?, Sutando) è un potere psichico presente nel manga Le bizzarre avventure di JoJo di Hirohiko Araki, e appare per la prima volta durante la terza parte, Stardust Crusaders.
Esso è la concretizzazione (esterna al corpo) dell'energia spirituale di un individuo. In linea teorica ogni persona possiede tale energia, ma solo gli individui dotati di una ferrea volontà possono sviluppare e controllare il proprio Stand: coloro che hanno questo potere vengono definiti Portatori di Stand, mentre quelli che lo usano per combattere si chiamano Guerrieri Stand.
Ogni Stand ha forme e caratteristiche proprie, che si sviluppano rispecchiando il carattere, le manie e le fobie del relativo portatore.
Secondo le informazioni dedotte dal manga, lo Stand può svilupparsi naturalmente oppure essere indotto per mezzo di un antico artefatto chiamato La Freccia (realizzato in più copie utilizzando un minerale meteorico precipitato sulla Terra parecchie decine di migliaia di anni fa in Groenlandia). Nell'universo di SBR e in Jojolion invece (settima ed ottava parte), gli stand nascono grazie alle reliquie, all'esposizione a delle aree maledette come Il Palmo della Mano del Demonio o La Muraglia di Occhi o naturalmente.
È da notare che nella terza serie a ogni Stand viene dato il nome di un arcano maggiore dei tarocchi e in seguito di alcune divinità egizie. A partire dalla quarta serie gli Stand prendono nome da gruppi progressive rock e da vari album, per poi passare a diversi cantanti e album di altri generi di musica contemporanea.

## Caratteristiche
La maggior parte degli Stand condivide le stesse caratteristiche:
- Gli Stand si muovono secondo la volontà del portatore.
- Se lo Stand viene ferito, la stessa ferita si rifletterà sul portatore (e viceversa). Se lo stand è formato da più unità i danni sul portatore sono ridotti, mentre se è un oggetto sono nulli.
- Se lo Stand viene distrutto, anche il portatore fa la stessa fine e viceversa (questa regola tuttavia viene bypassata dai cosiddetti Stand Postumi, che possono sopravvivere dopo la morte del portatore; esempio Notorius B.I.G.).
- La forza, la velocità e la precisione di uno Stand sono inversamente proporzionali alla sua distanza dal portatore; solo determinati Stand sono comunque in grado di allontanarsi per più di qualche metro dal portatore.
- Gli stand sono invisibili e inudibili ai non portatori di stand così come i loro poteri, essi possono lo stesso percepire i loro effetti, come il calore delle fiamme di Magician's Red di Muhammad Avdol.
- uno stand è intangibile per tutto ciò che non è uno stand e può essere sconfitto solo da un altro stand o sconfiggendo il portatore (come già spiegato in precedenza questa regola viene ignorata dagli Stand Postumi come Milagro Man).
- Ogni portatore può avere un solo Stand, che tuttavia, in determinati casi, può evolvere in altre forme (finora gli unici stand che si sono "evoluti" sono l'"Echoes" di Koichi Hirose e il "Tusk" di Johnny Joestar). Uno Stand formato da più entità uguali o simili viene comunque considerato come un singolo stand (esempi possono essere l'"Harvest" di Shigechi, uno sciame di 500 stand tutti uguali; il "Bad Company" di Keicho Nijimura, formato rispettivamente da diversi soldati, elicotteri e carri armati; o i "Sex Pistols" di Guido Mista, un gruppo di sei stand numerati da 1 a 7 dotati di volontà propria (il 4 viene saltato a causa della tetrafobia del portatore)).
- Le statistiche attraverso cui si possono classificare gli Stand sono: potenza distruttiva, velocità, raggio d'azione, durata d'azione, precisione, potenzialità di crescita. C'è comunque da dire che sono indicative, in quanto l'abilità nell'usare lo Stand da parte del portatore può fare la differenza.

Gli Stand della settima serie, Steel Ball Run, sono leggermente diversi da quelli delle serie precedenti: infatti sono una semplice manifestazione del potere e non agiscono mai in prima persona, incanalando invece il potere attraverso il portatore o un oggetto particolare. Anche il design cambia diventando più "tribale".
L'ampia varietà di Stand comparsi nel corso della serie ha introdotto una serie di varianti o di eccezioni a queste caratteristiche generali.

### Stand a corto raggio
Stand dotati di grande precisione e controllo da parte del portatore ma hanno un raggio d'azione molto limitato (generalmente dai due ai cinque metri dal portatore). Usano attacchi prevalentemente fisici e diretti. In questa categoria si includono anche stand che per essere utilizzati devono rimanere vicino al portatore.
Esempi di Stand di questo tipo sono: Hermit Purple, Heaven's Door, Metallica, Green, Green Grass of Home, Boku no Rhythm wo Kiitekure o Doggy Style.

### Stand a lungo raggio
Hanno un raggio d'azione vasto ma la loro potenza distruttiva è ridotta (l'unica eccezione a questa regola è Whitesnake che, al contrario, ha un lungo raggio ma è anche molto potente fisicamente). Il portatore mantiene comunque il controllo dello Stand.
Esempi di Stand di questo tipo sono: Aerosmith, Hierophant Green o Echoes act 1 e 2.

### Stand oggetto/equipaggiamento
Assumono la forma di un oggetto e possono essere usati dal portatore come tali. Altri Stand possono essere indossati dal portatore, conferendogli protezione o abilità particolari.
Esempi di Stand di questo tipo sono: White Album, Cream Starter, The Emperor, 20th Century Boy, Oasis, Sun.

### Stand a ricerca automatica
Questo tipo di Stand riesce a ovviare al problema della distanza, conservando intatte forza e velocità anche agendo a grande distanza dal portatore (il quale tra l'altro risulta immune al trasferimento dei danni fisici, ma non agli effetti di altri Stand), a scapito però della precisione.
Ciò è possibile grazie a una limitazione del controllo del 
portatore stesso sullo Stand. In altre parole, uno Stand a ricerca automatica si muove di propria iniziativa, seguendo regole e modalità semplici, dirette e inderogabili (questa regola può essere aggirata, ad esempio il "BabyFace" di Melone, dopo essere stato "partorito" da una madre umana ospite e istruito tramite il portatile di Melone, può muoversi in maniera ottimale come uno stand dotato di volontà riuscendo a eseguire anche ordini complessi).
Esempi di Stand di questo tipo sono: una parte della mano di Killer Queen (Sheer Heart Attack), Black Sabbath, Baby Face, Notorius B.I.G., Harvest.

## Tipologia
Sebbene ogni Stand sia unico, alcuni di loro possiedono poteri simili che consentono la suddivisione in macrocategorie. Questi poteri, in ogni caso, sono secondari e nella maggior parte dei casi non impediscono di classificare lo Stand secondo i tipi sopra elencati.

### Stand temporali
Chi ha uno Stand di questo genere è in grado di manipolare il tempo in vari modi. Si tratta generalmente di Stand a corto raggio, dotati di una grande forza fisica. I protagonisti fino alla quinta serie e gli antagonisti fino alla sesta hanno sempre uno Stand o parte di esso con un potere temporale (Crazy Diamond riporta le cose al loro stato originario riavvolgendo il loro "tempo" e Gold Experience Requiem nullifica le azioni mandando in un loop temporale eterno di infinite morti chi le compie).
Stand di questo tipo sono: Star Platinum, The World, Crazy Diamond, Killer Queen Bites the Dust, Moody Blues, King Crimson, Gold Experience Requiem, Made in Heaven, Mandom, The World Universo Parallelo.

### Stand dimensionali
Si tratta di Stand capaci di aprire porte su altre dimensioni o, in ogni caso, dotati di qualche tipo di manipolazione dello spazio. Generalmente sono Stand a corto raggio con una discreta potenza fisica ma scarsa precisione.
Stand di questo tipo sono: Cream, The Hand, Atom Heart Father, Sticky Fingers, Man in the Mirror, Mr. President, Wired, Dirty Deeds Done Dirt Cheap, Space Trucking.

### Stand gravitazionali
Stand che in vari modi manipolano la gravità o la sfruttano a proprio piacimento, influenzandola. La maggior parte degli stand di questo tipo provengono da Stone Ocean.
Stand di questo tipo sono: C-Moon, Made in Heaven, Planet Waves, Jumping Jack Flash, Echoes act 3, Tusk act 4.

### Stand psichici
I poteri degli Stand di questo genere si basano principalmente sulla lettura e/o la modifica della mente delle persone includendo i pensieri, i ricordi e, talvolta, gli stessi Stand. Nella maggior parte dei casi, questi stand hanno un corto raggio, ma anche una scarsa forza fisica in quanto concentrano tutta la loro energia per utilizzare i loro poteri.
Stand di questo tipo sono: Atum (per il suo secondo potere), Heaven's Door, Silver Chariot Requiem, Whitesnake, Jailhouse Lock, California King Bed, Paper Moon King.

### Stand elementali
Categoria di Stand che, come suggerisce il nome, possono controllare uno specifico elemento naturale. Siccome però nessuno Stand è identico all'altro, Stand che controllano lo stesso elemento hanno caratteristiche e tecniche molto diverse tra loro (ad esempio l'Horus di Pet Shop e il White Album di Ghiaccio controllano il ghiaccio, ma il primo può creare ghiaccio dal nulla, il secondo abbassa la temperatura circostante per crearlo e congelare l'ambiente).
Stand di questo tipo sono: Magician Red, Horus, Geb, The Fool, Red Hot Chili Peppers, Aqua Necklace, White Album, Metallica, Weather Report.

### Stand riscossori
Gli Stand appartenenti a questa categoria sono dotati di un'abilità particolare e assolutamente imparziale: se la vittima e il portatore stringono un accordo con il consenso di entrambi, lo Stand si occupa di riscuotere la vittoria nel caso la vittima perda. In ogni caso, l'area di influenza di questi Stand è limitata e sta al portatore riuscire a utilizzarli al meglio. Tutti gli Stand che hanno il potere di colpire l'anima delle persone appartengono a questa categoria.
Stand di questo tipo sono: Osiris, Atum, Boy II Man, Black Sabbath, Marilyn Manson.

### Stand speciali
Stand in possesso di abilità o caratteristiche speciali, a volte uniche:
- Stand a raggio illimitato: possono essere usati ovunque, indifferentemente da dove si trova il portatore. Esempio: Bohemian Rhapsody, Wonder of U.
- Stand nocivi: i portatori non riescono a controllare il proprio Stand e finiscono con divenire vittime del loro potere. Esempio: Superfly, Cheap Trick.
- Stand dai poteri extra: oltre a garantire un'abilità principale lo Stand conferisce ulteriori poteri al suo portatore. Esempio: Stray Cat, Death XIII, Highway Star, Foo Fighters.
- Stand Requiem: se colpito dalla Freccia uno Stand può evolversi in uno stadio superiore detto "Requiem": l'aspetto dello Stand cambia così come il proprio potere, non c'è modo di capire che tipo di potere ne uscirà. Solo due Stand hanno raggiunto questo stadio: Silver Chariot e Gold Experience.
- Stand incontrollabili: il portatore è in grado di attivare lo Stand, ma non di controllarlo. Esempio: Rolling Stone, Thoth, Dragon's Dream, Heavy Weather.
- Stand condiviso: Stand che possono essere condivisi e utilizzati da più persone, ignorando la regola "uno Stand per portatore". Esempio: R.A.T.T., Foo Fighters, Tomb of the Boom, Tattoo You!
- Stand infettivo: lo Stand è dovuto per effetto di un altro potere Stand o per cause particolari. Esempio: Scary Monster, Stand senza nome di Holly Joestar.
- Stand temporanei: presenti in Steel Ball Run. Il portatore può possedere e usare lo Stand finché è in possesso di una delle reliquie. Esempio: Scan, Tusk (nella sua prima forma).
- Stand autonomi: sono Stand particolari, dotati di una propria volontà e che funzionano anche (nel caso di Notorious B.I.G., solo) quando il portatore muore. In più quando questi stand vengono colpiti o uccisi o comunque fargli del dolore fisico il portatore non ne risentirà (come quando Jotaro stava distruggendo Anubis che aveva controllato Polnareff). Esempio: Notorius B.I.G., Cheap Trick, Superfly e Anubis.

## Lista di Stand

### Terza serie: Stardust Crusaders
| Stand             | Portatore                    | Effetto |
| The Fool          | Iggy (cane Boston Terrier)   | Composto da sabbia dotato di una buona forza fisica, può cambiare forma a piacimento e creare vari oggetti o cloni. |
| Magician Red      | Mohammed Abdul               | Controlla il fuoco e lo manipola a piacere, essendo in grado sia di generarlo dal nulla sia di alterare fonti già esistenti, e può anche regolare il potere calorifero sprigionato dalle sue fiamme. Dotato di un'ottima forza fisica, i suoi attacchi possono esser resi ancor più devastanti grazie al fuoco. Con le fiamme è anche in grado di creare uno speciale radar col quale localizzare tutte le forme di vita circostanti, sfruttando il calore che emanano. |
| High Priestess    | Midler                       | Può manipolare qualsiasi materiale a base di minerali, fondendosi con esso. Più materiale assorbe, più le sue dimensioni aumentano. |
| Empress           | Nena                         | Nasce da una singola goccia di sangue della portatrice e cresce sul corpo della vittima come una sorta di organismo parassita, il quale diventa sempre più forte man mano che il tempo passa. Come effetto secondario, la portatrice può celare i suoi veri connotati con un aspetto più giovane e bello. |
| Emperor           | Hol Horse                    | Ha l'aspetto di una pistola che spara proiettili la cui traiettoria può essere controllata a piacimento dal portatore. |
| Hierophant Green  | Noriaki Kakyoin              | Può allungarsi a piacimento per centinaia di metri e possedere un individuo alla volta, entrando nel suo corpo e controllandolo. È anche in grado di generare una raffica di proiettili cristallini, detta Emerald Splash; può addirittura deformare il suo corpo srotolandolo in diversi tentacoli coi quali attaccare, fino al punto di creare una rete imprigionante che agisce come una ragnatela e attacca dove si trova l'avversario appena questi tocca i filamenti. |
| Lovers            | Steely Dan                   | È microscopico e si attacca al sistema nervoso della vittima e trasmette qualsiasi danno subito dal portatore, amplificandolo di centinaia di volte. All'occorrenza può alterare il materiale organico trovato all'interno del cervello della sua vittima per dargli diverse forme, come l'aspetto di un altro Stand oppure un esercito di suoi cloni. |
| Silver Chariot    | Jean Pierre Polnareff        | Uno spadaccino velocissimo e molto preciso, i suoi colpi riescono perfino a infilzare e disperdere il fuoco. Può scegliere se muoversi più lentamente ma con maggiore difesa oppure liberarsi dell'armatura, rimanendo più esposto ai colpi altrui ma con una velocità impressionante: una volta rimossa l'armatura i suoi movimenti sono talmente rapidi che riesce facilmente a creare delle immagini residue nella retina dell'avversario, dando l'impressione di essersi moltiplicato. Eventualmente può sparare la lama della spada come un vero e proprio proiettile, ma è un attacco al quale può ricorrere solo una volta al giorno, visto che lo lascia disarmato. Stesso discorso vale per l'armatura. |
| Strenght          | Forever (orango)             | Una nave cargo che può essere interamente controllata dal portatore, in ogni sua minima parte, e modificata a piacere per intrappolare i nemici o consentire al portatore di spostarsi tra le pareti. |
| Hermit Purple     | Joseph Joestar               | La sua natura si fonde con le Onde Concentriche, si manifesta come rovi che permettono di imprimere su vari apparecchi o superfici immagini che ritraggono cose lontane. Inizialmente il potere distruggeva l'oggetto utilizzato per le immagini, ma col tempo Joseph riesce a padroneggiarlo meglio, impedendo questo sconveniente. Possono anche essere usati per attaccare l'avversario o come dei tentacoli per afferrare e legare le cose. |
| Wheel of Fortune  | ZZ                           | Si impossessa di un'auto, trasformandola in una potente macchina corazzata. Ogni sua parte può essere controllata dal portatore, fino alla benzina, e la forma può essere leggermente alterata per consentirgli di scalare pareti verticali o attraversare passaggi troppo stretti. |
| Justice           | Enya Geil                    | Intangibile formato da nebbia. Se la vittima subisce una ferita essa si cauterizza in un buco tramite il quale Justice può controllarla a piacimento come una marionetta; anche i cadaveri possono essere controllati. Può perfino alterare leggermente l'ambiente circostaste per creare illusioni. |
| Hanged Man        | J. Geil                      | Dotato di una potente lama che viaggia dentro le superfici riflettenti di qualsiasi tipo. Attacca la vittima colpendo il suo riflesso, che trasmette i danni al corpo reale, o spostandosi da un riflesso all'altro con una velocità fulminea. Distruggere l'oggetto riflettente che lo ospita non comporta nessun danno per lui, ma ha un punto debole: se la superficie riflettente dove si trova cessa di riflettere deve spostarsi obbligatoriamente verso la superficie riflettente più vicina. |
| Death XIII        | Mannish Boy                  | Attacca nei sogni, dove gli Stand non possono arrivare a meno che non li si evochi prima di addormentarsi. Death XIII ha il completo controllo di quello che accade nella dimensione onirica e i danni subiti nei sogni si riflettono nella realtà. Se si sopravvive, al risveglio si dimentica ogni cosa riguardante il sogno, a meno che non ci si fosse portato anche il proprio Stand. |
| Yellow Temperance | Rubber Soul                  | È gelatinoso e può mutare forma a piacimento per assumere l'aspetto altrui, si attacca alle sue vittime assorbendole inesorabilmente. Deve nutrirsi in continuazione di materiale organico: più mangia più acquista forza e riottiene energia. Una volta entrati in contatto con lo Stand è impossibile liberarsene e se si cerca di toglierlo si ottiene soltanto di spanderlo ancora di più. Maggiore è la superficie di contatto, più velocemente si viene fagocitati da Yellow Temperance. |
| Ebony Devil       | Devo il Maledetto            | Inizialmente non è dotato di grandi capacità fisiche, ma appena il portatore viene attaccato da qualcuno può attivare il suo potere, ossia impossessarsi di un oggetto inanimato nelle vicinanze: maggiori sono il rancore e le ferite subiti dal portatore, maggiore sarà la potenza che si manifesta nell'oggetto posseduto. |
| Tower of Grey     | Grey Fly                     | Un coleottero dalla velocità impressionante, anche se non possiede una grande potenza fisica può proiettare un organo tubolare dalla bocca col quale è in grado di fare a pezzi i nemici. |
| Star Platinum     | Jotaro Kujo                  | - Star Platinum: possiede velocità e potenza fisica impareggiabili, oltre che dotato di riflessi e precisione elevatissimi. Se si concentra può proiettare le dita in avanti, allungandole di qualche decina di centimetri, per effettuare Starfinger, un attacco a distanza. - The World: può fermare il tempo fino a un massimo di 5 secondi. |
| Dark Blue Moon    | Capitan Tennille (impostore) | Un essere marino agile, veloce e forte, nell'acqua le sue capacità fisiche aumentano ulteriormente. Dotato di squame affilate con le quali può lacerare il nemico, è in grado di generare potenti mulinelli marini dentro i quali disperde le sue squame taglienti, rendendoli così ancor più temibili. La sua capacità più pericolosa consiste nel far crescere cirripedi parassitari sul nemico dopo averlo toccato, i quali lo ricoprono lentamente, bloccandone i movimenti e prosciugandogli tutte le energie. |
| Sun               | Arabia Fats                  | Un Sole di enormi dimensioni, che si piazza nel cielo e aumenta la temperatura circostante sempre più fino a rendendola insostenibile. Può anche lanciare precisi e devastanti raggi calorifici. |
| Judgement         | Cameo                        | Dotato di una buona forza fisica e resistenza, sfrutta le aspirazioni latenti delle persone per esaudire fino a tre loro desideri plasmando la terra, i quali però si ritorcono contro chi li ha espressi. |
| The World         | Dio Brando                   | Estremamente veloce, forte e preciso. Può fermare il tempo, inizialmente per 5 secondi, ma poi arriva a poterlo bloccare per 9 secondi. |
| Geb               | N'Doul                       | Composto d'acqua, è molto forte, veloce e preciso e può rigenerare parti di sé all'infinito. |
| Khnum             | Oingo                        | Può alterare i connotati del portatore a piacimento, compreso l'odore, il peso e l'altezza, rendendolo una copia perfetta di chiunque egli voglia. |
| Toth              | Boingo                       | Si manifesta come un fumetto che predice l'immediato futuro in modo infallibile, ma non sempre chiaro o dettagliato. Le premonizioni si avvereranno sicuramente, ma se non si rispettano le indicazioni o non si crede fermamente al fumetto esse si ritorceranno contro chi non le ha seguite. |
| Bastet            | Mariah                       | Dall'aspetto simile a una presa della corrente, se viene toccato la vittima diventa un magnete vivente la cui potenza aumenta sempre di più nel tempo. |
| Sethan            | Alessi                       | Risiede nell'ombra del portatore, ringiovanisce a grande velocità chi la calpesta. Il portatore può usarlo perfino per attaccare, sfruttando l'ombra delle cose che tiene in mano, dato che vengono concretizzate dallo Stand. |
| Anubis            | Variabile                    | Si divise dal suo portatore originale secoli prima dell'inizio delle vicende, risiede in una spada e possiede chiunque la brandisca, trasmettendogli le sue formidabili doti di spadaccino. Può attraversare ciò che desidera rendendosi incorporeo e memorizza tutte le mosse degli avversari contro cui ha già combattuto, riuscendo così a contrattaccarle negli scontri futuri e diventando sempre più abile. |
| Osiris            | Daniel J. d'Arby             | Trasforma l'anima delle persone che il portatore sconfigge al gioco d'azzardo in fiche, intrappolandole per sempre. Se la vittima ammette nel proprio cuore la sconfitta vale come se avesse perso. Nel caso il portatore morisse, tutte le anime così raccolte morirebbero insieme a lui, ma se invece dovesse perdere la lucidità perderebbe con essa il controllo delle anime, e queste verrebbero liberate. |
| Horus             | Pet Shop (falco)             | In grado di produrre ghiaccio quasi istantaneamente, può congelare l'ambiente circostante oppure scagliare delle letali stalattiti a distanza. |
| Atum              | Terence T. d'Arby            | Intrappola dentro delle bambole l'anima delle persone che il portatore sconfigge in giochi competitivi. Se la vittima ammette nel proprio cuore la sconfitta vale come se avesse perso; tramite questo può sfruttare i momenti di debolezza nell'animo del suo nemico per imprigionare parti del suo corpo. Se pone una domanda è in grado di leggere la risposta sincera data dall'anima di chi ascolta, ma le risposte che riceve si limitano a "sì" o "no". Nel caso il portatore morisse, tutte le anime così raccolte morirebbero insieme a lui, ma se invece dovesse perdere la lucidità perderebbe con essa il controllo delle anime, e queste verrebbero liberate.                                       |
| Cream             | Vanilla Ice                  | Trasporta tutto ciò che ingoia con la sua enorme bocca in un'altra dimensione, incluso sé stesso e il portatore. Tutto quello che vi finisce, tranne il portatore e lo Stand, viene disintegrato. Tuttavia il portatore non è in grado di vedere dall'altra dimensione e per attaccare con precisione deve tornare nella nostra realtà. |
| Tenore Sax        | Kenny G                      | Crea false strutture tramite una nebbia leggera, dentro le quali il portatore si può nascondere. |
| Stand senza nome  | Holly Joestar                | Rovi che crescono sul corpo della portatrice; essendo fuori controllo danneggiano sempre di più la persona su cui si sono manifestati. |
| Stand senza nome  | Jonathan Joestar             | A causa delle Onde Concentriche contenute nel corpo di Jonathan si manifesta in modo simile a Hermit Purple, ma le sue visioni sono più precise. È anche in grado di captare i desideri più nascosti delle persone e manifestarli in una sfera di cristallo. |

### Quarta serie: Diamond is Unbreakable
| Stand                                    | Portatore                            | Effetto |
| Crazy Diamond                            | Josuke Higashikata                   | Dotato di immensa forza, riflessi e velocità. Il suo potere consiste nel riportare un oggetto o una fonte di energia al suo stato originario, in tal modo può aggiustare oggetti rotti, rispedire energia al mittente e perfino curare le ferite. Volendo può modificare la forma o l'aspetto delle cose che ripara, fintanto che vengono usati i componenti originali, oppure può anche fondere più oggetti assieme, ovviamente dopo averli rotti. Non può però curare le sue stesse ferite o riportare in vita chi è morto, né guarire malattie. |
| The Hand                                 | Okuyasu Nijimura                     | Dotato di un'ottima forza fisica, può cancellare ogni cosa che afferra con la mano destra. Gli oggetti cancellati cessano apparentemente di esistere e il mondo si "rimargina" riempiendo il vuoto lasciato da essi istantaneamente, come se non ci fossero mai stati. Può sfruttare questo potere anche per cancellare l'aria fra sé e l'obiettivo, riducendone istantaneamente la distanza. The Hand però non è particolarmente veloce e spesso viene colpito prima di poter sfruttare la sua abilità. |
| Echoes                                   | Koichi Hirose                        | - Act 0: si manifesta come un grosso uovo senza nessuna abilità, dentro il quale però si trova lo Stand che presto verrà fuori. - Act 1: crea onomatopee che può attaccare addosso alle persone o le cose, per poi riprodurre il suono corrispondente. Scrivendo una parola di senso compiuto può indurre le persone in uno stato di semi ipnosi, spingendole a credere a quello che ha scritto. - Act 2: le onomatopee che scrive provocano nella vita reale l'effetto rappresentato. La punta della sua coda può essere usata per creare un'onomatopea dotata di consistenza o per scrivere a distanza, ma una volta sganciata Act 2 ne rimane sprovvisto finché non si rigenera, quindi è un attacco che può utilizzare solo una volta ogni tanto. - Act 3: dotato di una discreta forza e velocità, può aumentare il peso di qualcosa in proporzione inversa alla distanza con essa; più la distanza fra Act 3 e il bersaglio aumenta più l'effetto diminuisce fino a svanire, ma se invece la distanza è minima l'effetto ha un'intensità devastante. Può colpire solo un bersaglio alla volta. |
| Heaven's Door                            | Rohan Kishibe                        | Se la vittima vede un disegno del portatore finisce sotto il suo controllo e viene "aperta" come un libro, mostrando all'utilizzatore ogni minimo aspetto della sua mente e della sua vita. Qualsiasi ordine o divieto venga aggiunto fra le pagine dal portatore diventa assolutamente vincolante, anche se fosse un gesto come il suicidio o il divieto di attaccare. Perché il potere possa funzionare la vittima deve essere capace di vedere il disegno, quindi non ha effetto su persone cieche o che, come nel caso di Josuke, sono momentaneamente accecate dalla rabbia. Dopo un po' di pratica Rohan diviene in grado di "aprire" le persone con un semplice disegno tracciato in aria, senza bisogno di fogli o tavole, e successivamente riesce a ricorrere all'effetto proiettando lo Stand in forma fisica. |
| Killer Queen                             | Yoshikage Kira                       | - Killer Queen: dotato di un'ottima forza fisica e velocità, può trasformare tutto ciò che tocca con la mano destra in una bomba, la quale esplode senza lasciare traccia alcuna (a meno che il portatore non lo voglia) una volta innescato il detonatore presente nelle dita di Killer Queen. L'esplosione può essere passata a chiunque tocchi chi o cosa è stato trasformato in una bomba, ma può esserci una solo esplosione per tocco. - Sheer Heart Attack: parte integrante della mano sinistra di Killer Queen, è una piccola bomba a distanza inarrestabile e dotata di un'immensa forza che si muove su cingoli. Insegue all'infinito la più intensa fonte di calore presente nella zona, travolgendo e facendo esplodere tutto ciò con cui entra in contatto. È quasi indistruttibile ma qualsiasi effetto viene applicato a Sheer Heart Attack si riflette sulla mano corrispondente di Killer Queen e quindi anche sulla mano del portatore. - Bites the Dust: una volta attivato entra nell'occhio del bersaglio e se questi rivela l'identità di Yoshikage Kira, anche senza volerlo o senza nominarlo, Killer Queen distrugge inevitabilmente chiunque l'abbia scoperta, dopo di che il tempo si riavvolgerà di un'ora. Solo il bersaglio mantiene la memoria del tempo riavvolto e mentre il tempo torna a scorrere normalmente, le vittime che erano state distrutte moriranno di nuovo comunque, anche se stavolta il bersaglio non rivela alcuna informazione, a meno che Bites the Dust non venga disattivato dal portatore. Mentre è nell'occhio del bersaglio Bites the Dust mantiene sempre attive le sue capacità fisiche, bloccando eventualmente qualunque cosa possa danneggiare il suo ospite (anche egli stesso). |
| Aqua Necklace                            | Angelo Katajiri                      | Piccolo e acquoso, può viaggiare attraverso ogni liquido, anche se sotto forma di vapore, e alterare leggermente le sue dimensioni e la sua forma; volendo può assumere l'aspetto di qualunque tipo di liquido. A causa della sua consistenza è impossibile da danneggiare con attacchi fisici di qualunque sorta. Una volta introdottosi nella bocca di una persona può controllarla oppure causarne la morte istantanea, uscendo con violenza dalle parti vitali. |
| Bad Company                              | Keicho Nijimura                      | Un battaglione in miniatura composto da svariati soldati di fanteria armati di fucile mitragliatore e mine antiuomo, carri armati M1 Abrams ed elicotteri Boeing AH-64 Apache. I membri di Bad Company possono agire singolarmente o in gruppo e sono talmente tanti che distruggerne qualcuno non arreca nessun danno al portatore. |
| Red Hot Chili Peppers                    | Akira Otoishi                        | È in grado di convertire sé stesso e ciò che tocca in elettricità e di spostandosi velocissimamente attraverso i cavi dell'alimentazione, può anche sovraccaricare apparecchi elettrici fino a farli esplodere. Se però viene tenuto lontano da fonti elettriche, esaurisce completamente tutte le forze. Al contrario, se vicino a fonti elettriche molto intense acquista forza e soprattutto velocità immense, riuscendo a scagliare devastanti attacchi di precisione col dito mignolo. All'occorrenza può assorbire tutta la corrente di un'intera città per raggiungere l'apice del suo potere, ma è un attacco che deve gestire bene in quanto nell'immediato futuro si ritroverà sprovvisto di elettricità a cui attingere. Il suo punto debole sono l'acqua e gli oggetti isolanti, dato che se presenti in grossa quantità disperdono completamente tutte le sue energie. |
| The Lock                                 | Tamami Kobayashi                     | Crea un lucchetto che rappresenta il senso di colpa della vittima e si attacca a quest'ultima, diventando sempre più pesante man mano che il senso di colpa cresce; quando il senso di colpa raggiunge l'apice può causare un attacco di cuore o perfino spingere la vittima al suicidio. L'unico modo per rimuoverlo è cancellare il senso di colpa. Il portatore è in grado di usare questo suo potere anche in qualità di arbitro durante una scommessa, sondando la sincerità di qualcuno. |
| Surface                                  | Toshikazu Hazamada                   | Sfruttando un manichino di legno di cui lo Stand si impossessa, diventa una copia totalmente identica della prima persona che lo tocca; la copia può interagire col le persone normali come se non fosse uno Stand. La vittima che rimane in un certo raggio d'azione è costretta a ripetere gli stessi identici movimenti della copia. È in grado di parlare, dare consigli e contrastare il volere del portatore, essendo uno Stand autonomo che assume parzialmente il carattere di chi impersonifica. |
| Love Deluxe                              | Yukako Yamagishi                     | Controlla i capelli della portatrice, animandoli come dei lunghi tentacoli e fornendoli di grande potenza. Impiantando i suoi capelli nella testa degli altri può imprigionare, immobilizzare o controllare minimamente i loro corpi. |
| Pearl Jam                                | Tonio Trussardi                      | Usato come condimento in un piatto ne aumenta in maniera spropositata le capacità curative, permettendo di guarire da parecchi tipi di problemi fisici e malattie, anche se con risultati visivi abbastanza particolari, come la distruzione di parti del corpo seguita da un'immediata rigenerazione. È formato da tanti piccoli Stand, che ovviamente sono in realtà uno solo, e si trova direttamente nel cibo che viene assunto. |
| Achtung Baby                             | Shizuka Joestar                      | Rende invisibile sé stesso e ciò che tocca. Essendo la portatrice una neonata, quindi sprovvista di razionalità, l'effetto varia in proporzione alla sua ansia: più l'ansia aumenta più aumenta l'area di invisibilità, incorporando anche gli oggetti vicini fino a un raggio di 10 metri. Una volta rimosso il motivo dell'ansia lo Stand si disattiva. |
| R.A.T.T.                                 | Ratto                                | Si manifesta come un'arma estremamente precisa simile ad un cannone che spara aculei, i quali posseggono un letale effetto corrosivo che scioglie copiosamente la materia organica. |
| Harvest                                  | Shigekiyo Yangu                      | Uno sciame di oltre 500 piccoli Stand a ricerca automatica, specializzato nella raccolta. Possono eseguire ordini specifici e cercare oggetti ben definiti (ad esempio una moneta da 100 yen o un bollino per la raccolta punti). Singolarmente sono dotati di pochissima capacità offensiva ma sono talmente tanti che un loro attacco è abbastanza da soverchiare numericamente chiunque; inoltre se sommata la loro forza diventa tale da spostare oggetti discretamente pesanti e sono talmente tanti che la distruzione di alcuni degli Harvest non arreca alcun danno al portatore. Sono pure dotati di un pungiglione col quale possono lacerare le vene del nemico o iniettagli una qualche sostanza che hanno raccolto. |
| Cinderella                               | Aya Tsuji                            | Altera l'aspetto altrui ma se non si seguono le regole imposte si perdono i tratti somatici. L'effetto dura mezz'ora, ma può essere mantenuto per 24 ore usando uno speciale rossetto. Modificando l'aspetto si modificano anche le circostanze del "destino" legato a tale persona. Se non si applica il rossetto ogni mezz'ora per 24 ore, si perdono definitivamente i propri tratti somatici originali e il proprio viso diventa irriconoscibile. Tuttavia, volendo Cinderella è effettivamente in grado di modificare i connotati di una persona in maniera definitiva, se vengono scambiati con quelli di un'altra. |
| Atom Heart Father                        | Yoshihiro Kira                       | Agisce dall'interno delle foto scattate con una macchina fotografica. Lo spazio fotografato viene separato dal mondo reale e diventa inaccessibile a chiunque, esclusi quelli presenti all'interno della foto; il portatore ha pieno controllo di questo spazio. Qualsiasi oggetto presente può essere usato come arma dal portatore, ma se egli viene fotografato da solo soltanto lui rimane imprigionato. In ogni caso, dall'interno della foto che lo contiene, il portatore può interagire tranquillamente con il mondo fintanto che la foto si affaccia sull'esterno. |
| Boy II Man                               | Ken Ooyanagi                         | Basato sulla morra cinese, se il portatore vince tre partite su cinque acquisisce lo Stand dell'avversario in maniera definitiva. Per ogni partita vinta ottiene un terzo dello Stand, se perde deve restituire tutto quanto. Apparentemente può sia controllare la parte assorbita dello Stand, e quindi la parte corrispondente del portarore, sia usarne parzialmente i poteri in base a quanta percentuale di Stand ha ottenuto. |
| Earth, Wind & Fire                       | Nu Mikitakaso Nshi/Mikitaka Hasekura | Non è chiaro se si tratti di uno Stand o se sia veramente un potere alieno, dato che non ha rappresentazione fisica. Il portatore può alterare la sua forma e il suo aspetto assumendo quella di un qualsiasi oggetto, tuttavia non può diventare niente di complesso o che sia troppo più forte/veloce/resistente di lui. |
| Highway Star                             | Yuuya Fungami                        | Dotato di incredibile velocità ed olfatto, è in grado di creare una stanza in un determinato punto dove attira le sue vittime tramite delle illusioni. Appena la vittima varca la soglia della stanza, Highway Star memorizza il suo odore e si scaglia sulla preda: una volta entrato in contatto con essa la neutralizza ed assorbe lentamente tutta la sua energia vitale, trasmettendola al portatore, potendo arrivare anche a ucciderla. Nell'eventualità in cui la preda riesca a fuggire, si scompone prendendo la forma di diverse impronte di piedi che pedinano senza tregua l'odore della sua vittima, ma non riesce a superare i 60 km/h; se tuttavia l'obiettivo si allontana troppo da lui e viene perso di vista, non appena si ferma Highway Star può ritracciarne l'odore e teletrasportarsi nel punto esatto in cui si trova, riprendendo così la caccia. Come effetto secondario dona un olfatto stupefacente anche al suo portatore. |
| Stray Cat                                | Tama                                 | Usa il processo della fotosintesi per controllare l'aria a piacere, generando bolle resistentissime o proiettili d'aria con cui attaccare. Può generare due tipi di bolle: bolle in movimento che attaccano l'avversario, lacerandolo o entrandogli in endovena, o bolle protettive simili a scudi d'aria per proteggersi. Dopo la "fusione" con Killer Queen, le bolle diventano di due tipi: quelle autoguidate e visibili, dal grande potenziale esplosivo, e quelle a guida manuale e invisibili, più precise ma meno potenti. Come effetto secondario, lo Stand rende il portatore in grado di reincarnarsi in una sorta di pianta, nel caso dovesse morire ed essere sepolto nel terreno. |
| Superfly                                 | Toyohiro Kanedaichi                  | Ha l'aspetto di un traliccio dell'alta tensione, anche le persone normali possono interagirci. Le persone possono entrare ed uscire a piacimento, fintanto che rimane almeno una persona. L'ultimo che rimane non può andarsene finché non viene sostituito da qualcun altro, pena la trasformazione in una statua di metallo. Qualsiasi parte del traliccio venga danneggiata (fosse anche una vite o un cavo) restituisce al mittente il danno provocato sotto forma di energia distruttiva. A detta di Kanedaichi il potere di Superfly è eterno, infatti qualora il portatore morisse, lo Stand continuerebbe a esistere e prima o poi farebbe un altro prigioniero. |
| Enigma                                   | Terunosuke Miyamoto                  | Appena una persona manifesta un tic indotto dalla paura e il portatore viene a conoscenza di questo tic, Enigma può usare il suo potere per rinchiudere la persona in un pezzo di carta. La persona così rinchiusa non può uscire in alcun modo, a meno che il pezzo di carta non venga aperto dall'esterno. Gli oggetti inanimati o il portatore stesso possono essere rinchiusi senza bisogno di regole. Se il pezzo di carta viene strappato, qualunque cosa o chiunque si trovi al suo interno viene distrutto. |
| Cheap Trick                              | Variabile                            | Si attacca alla schiena del portatore. Se la schiena viene vista da qualcuno, il suo potere si attiva e uccide all'istante il portatore, trasferendo Cheap Trick su chi ha visto la schiena e facendolo diventare il nuovo portatore. Dotato di una propria volontà, può parlare con qualunque forma di vita per disorientarla e spingerla a guardare la schiena del suo portatore, in modo da spostarsi da una vittima all'altra. Una volta attaccato diventa praticamente impossibile da rimuovere, in quanto anche se il portatore possiede già uno Stand, Cheap Trick diventa uno Stand parallelo che fa completamente parte del suo ospite, quindi qualunque effetto o danno subisca viene inevitabilmente riflesso sulla vittima. |
| Stand già comparsi in Stardust Crusaders |                                      | |
| Stand                                    | Portatore                            | Effetto |
| Star Platinum                            | Jotaro Kujo                          | - Star Platinum: possiede velocità e potenza fisica impareggiabili, oltre che dotato di riflessi e precisione elevati. - The World: può fermare il tempo fino a un massimo di 2 secondi. |
| Hermit Purple                            | Joseph Joestar                       | Si manifesta come rovi che permettono di imprimere su vari apparecchi o superfici immagini che ritraggono cose lontane. Possono anche essere usati per attaccare l'avversario o come dei tentacoli per afferrare e legare le cose. |

### Quinta serie: Vento Aureo
| Stand                                                             | Portatore              | Effetto |
| Gold Experience                                                   | Giorno Giovanna        | - Gold Experience: può infondere la vita nella materia inanimata. Gli oggetti che vengono trasformati in organismi sono dotati di volontà propria e possono solo parzialmente essere controllati dal portatore, però tendono a tornare da dove provengono. Gli esseri viventi che vengono infusi del potere di Gold Experience invece subiscono una momentanea accelerazione dei processi mentali e sensoriali, che proietta la loro mente in uno stato di trance e li rende incapaci di controllare il corpo; se Gold Experience infonde continuamente e per molto tempo il suo potere in un organismo vivente ne accelera bruscamente il processo di crescita, fino a farlo morire di vecchiaia. Quando un oggetto animato dal potere dello Stand viene colpito l'attacco si riflette su chi lo ha inferto senza che l'organismo subisca danno alcuno (l'unico in grado di danneggiare l'organismo creato sembra essere Gold Experience). Un'altra abilità dello Stand consiste nel percepire ogni forza vitale presente nella zona, rilevando così qualunque organismo vivente (potere che può attivare anche a distanza, sfruttando un oggetto a cui ha infuso la vita). Col passare del tempo Gold Experience diventa perfino in grado di curare le ferite più letali, riparando con degli "innesti organici" le parti lese. Il punto debole dello Stand è che può far nascere la vita solo se le condizioni ambientali lo consentono. - Requiem: dal potere incontrastabile, oltre a possedere gli stessi poteri di Gold Experience, è in grado di riportare le azioni e la volontà di chiunque lo aggredisca al loro stato di partenza. Può spedire lo spirito di una persona in una sorta di limbo dove verrà per sempre tenuto lontano dalla verità, per cui egli continuerà a tornare in vita e a morire in maniera diversa in eterno, ma senza mai vivere eventi che sono accaduti realmente. È talmente potente che il portatore non può controllarlo, ma possiede una volontà autonoma e decide per le proprie azioni. |
| Sticky Fingers                                                    | Bruno Bucciarati       | Stand dotato di ottima forza fisica e velocità, può creare cerniere su ogni superficie e di qualunque dimensione. Una volta aperte, le zip creano uno spazio alternativo che il portatore può sfruttare per spostarsi e perfino per nascondere se stesso o vari oggetti; eventualmente può perfino spostarsi utilizzando la zip come una sorta di binario, facendosi trascinare mentre si richiude. I pezzi "zippati" possono essere divisi e ricollegati a piacere, tanto che lo Stand può momentaneamente incrementare di qualche metro la sua portata creandosi una cerniera sul braccio e lanciandolo. Può anche ricollegare (seppure grossolanamente) gli arti amputati, i quali col tempo guariscono completamente. |
| Moody Blues                                                       | Leone Abbacchio        | Permette di riprodurre le azioni effettuate nel passato di chiunque si trovasse in un determinato punto con precisione assoluta, come una sorta di registrazione, durante la quale lo Stand diventa una copia esatta del bersaglio e ripercorre tutto ciò che ha fatto in un determinato lasso di tempo. Mentre la riproduzione è in corso però il portatore rimane totalmente indifeso. |
| Sex Pistols                                                       | Guido Mista            | Sei piccoli Stand che controllano a piacimento la traiettoria dei proiettili sparati da qualunque arma da fuoco utilizzata dal portatore; anche se l'utilizzatore non riuscisse a vedere dove sparare, lo Stand è in grado di farlo per lui, per cui non mancherà mai il bersaglio. Sono talmente abili da poter facilmente deviare ogni proiettile venga sparato contro il portatore, anche alle distanze più ravvicinate. Ognuno di essi ha una propria personalità e diventano intrattabili se non pranzano regolarmente. |
| Aerosmith                                                         | Narancia Ghirga        | Si manifesta come un modellino di un aereo, dotato però di una grande potenza distruttiva, essendo in grado di sparare una raffica infinita di colpi da due mitragliatrici posizionate sotto le ali. È anche equipaggiato di un radar estremamente sensibile che rileva le emissioni di anidride carbonica e permette al portatore di controllare l'ambiente circostante, scovando i nemici grazie al loro respiro. |
| Purple Haze                                                       | Fugo Pannacotta        | Possiede un'ottima forza fisica e velocità ed è enormemente letale: le sue nocche sono sormontate da piccole sfere, che una volta infrante rilasciano un virus tanto potente da uccidere in breve tempo qualsiasi forma di vita presente. Il virus è tuttavia estremamente volatile e si disperde dopo pochi metri. |
| Spice Girl                                                        | Trish Una              | Possiede una buona forza fisica e velocità, ha il potere di rendere ciò che tocca morbido ed estremamente elastico, ma allo stesso tempo indistruttibile. Per questo tutta la forza che si scarica sul corpo ammorbidito non lo danneggia, ma viene comunque assorbita e rispedita indietro; eventualmente tale forza può essere rilasciata a comando dallo Stand. |
| King Crimson                                                      | Aceto Doppio / Diavolo | - King Crimson: Stand dotato di ottima forza fisica, velocità e riflessi. Nel lasso di tempo in cui il suo potere è attivo, fino ad un massimo di 10 secondi, nessun essere vivente tranne Diavolo è in grado di percepire alcunché o di reagire, tanto che dal loro punto di vista sembra che il tempo abbia compiuto un balzo in avanti: senza che loro se ne rendano conto le loro azioni si svolgono comunque normalmente. Il portatore è in grado di vedere tutto ciò che avviene durante questo lasso di tempo, per cui può prevenire ogni attacco e se ne ha il tempo evitarlo, mettersi in posizione di vantaggio o attaccare per annientare il nemico. Se lo vuole, Diavolo può anche letteralmente cancellare il tempo durante questo lasso, e con esso tutto ciò che avviene, ma ciò non interrompe le azioni che si stanno svolgono, le quali infatti si concluderanno comunque scaduti i 10 secondi. - Epitaph: Situato sulla fronte di King Crimson, gli permette di prevedere ciò che avverrà tra 10 secondi. Se il resto del suo potere non è attivo, tuttavia, nemmeno lui può evitare ciò che vede nella previsione. |
| Black Sabbath                                                     | Polpo                  | Stand automatico, esiste solo fintanto che rimane dentro un'ombra. Se qualcuno dovesse entrare nell'ombra insieme a lui, lo Stand si attiva e lo attacca all'istante, ma se dovesse uscire si disattiva, perdendo subito l'obiettivo. All'interno dell'ombra possiede una grande forza fisica e velocità, ma se dovesse essere portato alla luce si dissolverebbe in poco tempo; è tuttavia in grado di muoversi anche sotto la luce, nascondendosi dentro un'ombra e spostandosi con essa. È possibile indirizzare i suoi attacchi verso bersagli specifici e Polpo lo ha dotato della Freccia posseduta da Diavolo, col quale attacca i suoi nemici. |
| Soft Machine                                                      | Mario Zucchero         | Stand munito di daga che può sgonfiare come un palloncino tutto ciò che viene punto dalla sua arma. Gli esseri viventi sgonfiati diventano completamente inermi e gli oggetti possono essere utilizzati come rivestimento per ricoprire altre cose dotate ancora di consistenza. Il portatore e lo Stand possono essere sgonfiati a loro volta dal potere, ma senza perdere nessuna facoltà motoria, riuscendo così a muoversi tra gli spazi più angusti. |
| Kraftwerk                                                         | Sale                   | Può bloccare nello spazio qualunque cosa tocchi, rendendone impossibile il movimento, anche se la superficie dell'effetto è abbastanza limitata. Dotato di ottima forza e velocità, tanto da riuscire ad intercettare i proiettili in aria e a bloccarli col suo potere, come effetto secondario la superficie del corpo del portatore è permanentemente infusa del potere dello Stand, riuscendo così a bloccare abbastanza efficientemente ogni attacco o proiettile venga scagliato contro di esso. Anche se un corpo viene bloccato, l'energia cinetica che si abbatte su di esso viene comunque assorbita e può essere rilasciata tutta in una volta disattivato il blocco con un effetto devastante. |
| Little Feet                                                       | Formaggio              | Rimpicciolisce ogni oggetto o persona che tocca col suo lungo dito affilato ed ha una buona velocità, abbastanza da permettegli di deviare al volo i proiettili. L'azione del rimpicciolimento è molto lenta ma inarrestabile, se utilizzata sul portatore stesso è quasi immediata. Una volta disattivato il potere, l'oggetto o la persona tornano istantaneamente alle dimensioni originali. |
| Man in the Mirror                                                 | Illuso                 | Una volta che la vittima si riflette in uno specchio può trasportarla in un mondo speculare all'interno dello specchio stesso, dove niente può entrare o uscire se non è autorizzato dal portatore. La vittima non è neppure in grado di estrarre lo Stand, se questo non viene autorizzato ad entrare. Il portatore può anche espellere parzialmente il corpo del nemico o del suo Stand, rendendolo così impossibilitato ad agire. |
| Mr. President                                                     | Coco Jumbo             | Stand il cui potere è legato ad una chiave, una volta inserita nella schiena del portatore crea al suo interno una stanza formata da uno spazio alternativo. Chiunque può entrare nella stanza, anche chi non possiede uno Stand, ma solo gli esseri viventi ne hanno accesso. |
| The Grateful Dead                                                 | Prosciutto             | Stand dotato di ottima forza ma abbastanza lento, può invecchiare gli esseri viventi al suo cospetto fino a causarne la morte. La portata del suo potere è ampia ma l'invecchiamento impiega molto tempo ad applicarsi, a meno che lo Stand non entri in contatto fisico con il bersaglio: in quel caso il processo di invecchiamento è molto accelerato. Può anche applicare il suo potere in modo selettivo, per esempio affliggendo le vittime con intensità diversa in base alla loro temperatura corporea. |
| Beach Boy                                                         | Pesci                  | Una canna da pesca il cui amo può attraversare la materia come se fosse acqua e rilevare la presenza di esseri viventi; l'esca può nascondersi sotto qualunque cosa, agganciando l'amo al primo che la tocca. Una volta agganciati non ci si può liberare (Bucciarati ci riesce solo grazie alle sue zip) e ogni attacco rivolto alla lenza si ritorce contro chi lo ha sferrato. Il portatore ha piena sensibilità su quello che attraversa e tocca lo Stand, riuscendo a percepire anche i movimenti più minimi, e la lenza è abbastanza forte da tenere due uomini senza problemi e strappare gli organi dal corpo di una persona. |
| Baby Face                                                         | Melone                 | Stand che ricorda vagamente un notebook, tramite un campione di DNA della vittima "fertilizza" una donna, la quale darà alla luce una prole dello Stand stesso. Più la donna sarà compatibile col DNA, avrà cattive abitudini (come bere e fumare) e sarà animata da sentimenti di odio, più il "figlio" nato sarà forte e maligno. La prole può rintracciare la vittima ovunque ed è dotata dell'abilità di scomporre se stesso o i nemici in particelle cubiche, ricostruendoli nella forma che vuole; può anche sottrarre solo alcune determinate parti del corpo per arrecare ingenti danni. I punti deboli sono che il discendente dello Stand, essendo nato da poco, deve essere continuamente istruito e guidato dal portatore tramite il notebook, e in ogni caso mantiene una propria volontà. Se la prole viene ferita o distrutta, il portatore non ne risente. Il film Generazione Proteus è una possibile fonte di ispirazione. |
| White Album                                                       | Ghiaccio               | - White Album: Ricopre il possessore come una vera e propria armatura ed ha il potere di abbassare la temperatura circostante fino ad oltre i -210 °C, generando ghiaccio e congelando facilmente tutto quello che è nelle vicinanze. L'armatura è così resistente da respingere facilmente i proiettili ed è dotata di pattini, che il portatore può sfruttare, creando una scia di ghiaccio sul terreno, per sfrecciare veloce quanto un'auto in corsa. A detta di Ghiaccio, il suo potere è tale che se si impegnasse potrebbe perfino congelare il mare in tempesta. Il punto debole dell'armatura è un'apertura sulla parte posteriore del collo per far passare l'ossigeno, ma in caso di necessità il portatore può sigillarla, riuscendo ad assorbire l'aria direttamente dallo Stand, dopo averla congelata. - Gently Weeps: congelando le particelle d'aria intorno a lui crea una barriera ghiacciata invisibile formata da tanti cristalli volanti, i quali proteggono il portatore e respingono ogni sorta di proiettile al mittente. |
| Clash                                                             | Squalo                 | Uno stand violentissimo dall'aspetto di un pescecane che può spostarsi attraverso ogni liquido, a patto che non sia completamente confinato dentro qualcosa. Le sue dimensioni e la sua forza variano in proporzione alla quantità di liquido in cui si trova immerso. |
| Talking Head                                                      | Tiziano                | Stand minuscolo, si attacca sotto la lingua della vittima e la costringe ad esprimere sempre l'opposto di quello che sta pensando. Può essere attivato o disattivato a piacere, per mandare la vittima nella confusione più totale. Una volta attaccato è impossibile da rimuovere senza il consenso del portatore. |
| Notorius B.I.G.                                                   | Carne                  | Potentissimo Stand automatico, fintanto che il portatore è in vita non ha nessuna abilità, ma appena il portatore muore si attiva. Attacca senza fermarsi mai tutto ciò che si muove, in base alla velocità: più qualcosa è veloce più rapidamente si avventa su di lui, prediligendo sempre il bersaglio che si muove di più. Appena raggiunge la vittima ne assorbe le energie e la divora, accrescendo nomentaneamente le sue dimensioni. Può anche manipolare la mente delle vittime con cui entra in contatto, facendogli compiere azioni senza che loro nemmeno se ne rendano conto. Il suo unico punto debole è, paradossalmente, di essere molto vulnerabile agli oggetti che si muovono poco, ma in ogni caso è virtualmente impossibile distruggerlo, visto che è capace di riformarsi all'infinito. |
| Metallica                                                         | Risotto Nero           | Stand presente all'interno del sangue del portatore, è in grado di controllare a piacimento il ferro. In questo modo può estrarlo da fonti esterne e trasformarlo in oggetti metallici con cui attaccare, oppure farli fuoriuscire direttamente dalle vene del suo avversario, lacerandole, se sfrutta il ferro presente nel suo sangue. Se usato sul portatore, può alterare le particelle di ferro del suo sangue per renderlo translucido, e quindi in grado di riflettere la luce e mimetizzarsi con l'ambiente circostante, facendo diventare il portatore quasi invisibile. Lo stand è talmente diffuso nel sangue del portatore che all'occorrenza può "riattaccare" arti amputati e sigillarli con delle cuciture metalliche. |
| Green Day                                                         | Cioccolata             | Crea una temibilissima muffa che consuma completamente qualunque organismo si sposti dall'alto verso il basso; più l'organismo scenderà più velocemente ed intensamente verrà attaccato. Tale potere ha una portata molto ampia che può essere ulteriormente aumentata virtualmente all'infinito, dato che la muffa si moltiplica esponenzialmente, spostandosi di vittima in vittima, fino ad arrivare oltre la portata dello Stand stesso. Eventualmente la muffa può essere applicata anche sulle sezioni delle parti del corpo amputate del portatore, bloccandone i vasi sanguigni ed impedendogli così di subire dei danni. Le parti possono essere riunita a comando e il portatore può controllarle anche quando sono ancora staccate dal suo corpo. |
| Oasis                                                             | Secco                  | Viene indossato dal portatore come una tuta di spandex ed è in grado di liquefare qualunque cosa, permettendo al portatore di sradicare oggetti pesanti sciogliendone la base, passare attraverso pareti solide, far sprofondare grosse quantità di terreno o far affondare le persone, e soprattutto nuotare nel pavimento come fosse liquido e muoversi sottoterra, sbucando per cogliere il nemico di sorpresa. Può addirittura sciogliere le persone, anche se sulla materia organica il processo è piuttosto lento. Per sciogliere qualcosa di specifico gli occorre il contatto diretto, mentre per l'ambiente circostante no. Inoltre è dotato di immensa forza fisica e velocità, che può aumentare ulteriormente facendo rimbalzare i gomiti su pareti o terreni semi liquefatti, raggiungendo così velocità elevatissime. Come effetto secondario, quando è attivo dona al portatore un udito sviluppatissimo che sottoterra funziona come una specie di sonar, col quale può rintracciare l'avversario anche se si allontana di parecchio. |
| Rolling Stones                                                    | Scolippi               | Stand automatico, si manifesta come una pietra sferica sulla cui superficie è scolpita una persona il cui destino è quello di morire nel breve periodo, rivelando quale sarà la causa del decesso. Qualora la morte sia troppo crudele, lo Stand cerca di anticiparla inseguendo la vittima per sopprimerla: toccando la pietra infatti la persona ritratta muore all'istante senza subire danni e senza provare alcun dolore. L'unico modo per fermarlo è alterare il destino tanto da modificarne la forma; distruggere la pietra interromperà l'inseguimento ma non eviterà la premonizione. Durante la fase di inseguimento, la pietra è in grado di attraversare ogni superficie a comando. |
| Stand già comparsi in Stardust Crusaders e Diamond is Unbreakable |                        | |
| Stand                                                             | Portatore              | Effetto |
| Silver Chariot                                                    | Jean Pierre Polnareff  | - Silver Chariot: uno spadaccino velocissimo e molto preciso. - Requiem: molto enigmatico, tanto che neppure Polnareff sa con precisione quali siano le sue reali intenzioni e capacità. Automatico e dotato di volontà propria, dato che Polnareff lo crea con l'intento di proteggere la Freccia, si sposta molto lentamente ed attacca chiunque tenti di prendergliela, rivoltando all'istante lo Stand di chiunque tocchi la Freccia contro il suo stesso portatore. Dopo aver addormentato ogni essere vivente nella zona, scambia tutte le loro menti ed anime; a quel punto inizia uno strano processo di evoluzione che muta ogni organismo, con velocità variabile. La sua consistenza sembra quasi liquida e si riforma all'infinito. L'unico modo per eliminarlo è distruggere la fonte di luce che lo genera, che si trova dietro la testa di coloro che sono al suo cospetto, in quanto lo Stand reagisce come se fosse una specie di ombra. |
| Echoes                                                            | Koichi Hirose          | - Act 1: Stand a lungo raggio (50 m) usato dal giovane portatore per cercare Giorno. - Act 3: appesantisce la vittima in proporzione diretta alla sua distanza da Echoes. |

### Sesta serie: Stone Ocean
| Stand                                    | Portatore                     | Effetto |
| Stone Free                               | Jolyne Kujo                   | Stand di struttura filiforme, può manifestarsi sia come filo che come presenza fisica. Quando è un filo può essere usato per intrecciare reti, imbrigliare i nemici, raggiungere o avvolgere cose lontane, creare forme da lanciare contro il nemico, addirittura comunicare con persone a distanza come una sorta di telefono meccanico. Se il filo viene esteso per lunghe distanze si fa debole come uno spago, mentre un filo corto è estremamente resistente. Il filo può essere avvolto in una proiezione umanoide dotato di ottima forza fisica e velocità, la quale può all'occorrenza rendere i suoi arti filiformi per imprigionare il nemico. Anche il corpo della portatrice ottiene la stessa struttura, infatti se proietta molto del filo all'esterno il suo corpo diventa cavo, riuscendo così ad evitare attacchi letali grazie alla mancanza di materiale. |
| Kiss                                     | Hermes Costello               | Stand dotato di immensa forza fisica e velocità, può produrre all'infinito dei particolari adesivi. Tutto ciò su cui vengono attaccati si sdoppia e quando l'adesivo viene staccato la copia si ricongiunge all'originale con violenza, provocando dei danni. |
| Foo Fighters                             | Foo Fighters                  | Stand "fisico" manifestato all'interno di una colonia di plancton, donandogli forma antropomorfa e intelligenza umana. Può usare il plancton che lo compone per avvolgere cose e persone al fine di danneggiarle o curarle. Essendo formato da plancton, ha costantemente bisogno di acqua per poter vivere. Mostra inoltre una limitata capacità di manipolare l'acqua e le persone in cui il plancton viene "sparato". |
| Weather Report / Heavy Weather           | Domenico Pucci/Wes Bluemarine | - Weather Report: permette il controllo completo del clima, dalla concentrazione dei gas dell'atmosfera fino al controllo della pressione dell'aria per creare piogge. - Heavy Weather: manipolando l'ozono presente nell'atmosfera, crea dei potenti messaggi subliminali che portano gli esseri viventi dotati di vista a credere di starsi trasformando in lumache. Il portatore non ha il controllo di questo potere, mentre le persone non vedenti ne sono immuni. |
| Diver Down                               | Narciso Anasui                | Permette di attraversare qualunque superficie e modificarne la struttura. Colpendo un corpo solido, l'oggetto assorbirà l'energia cinetica per liberarla quando viene toccato. |
| Burning Down the House                   | Emporio Alniño                | Gli permette di utilizzare "oggetti fantasma", come una stanza nascosta nel carcere di Green Dolphin che rappresenta un luogo andato distrutto in un incendio. Permette di riportare al mondo gli oggetti che sono andati distrutti nella stanza, i quali sono indistruttibili fintantoché vi si trovano dentro. |
| Whitesnake / C-Moon / Made in Heaven     | Enrico Pucci                  | - Whitesnake: permette di estrarre lo spirito delle persone, cioè i ricordi e/o gli stand se li posseggono, sotto forma di dischi, per poi introdurli in un'altra. I dischi possono essere distrutti solo quando la persona in cui sono inseriti muore. I dischi possono essere inseriti da chiunque, ma possono essere estratti solo da Whitesnake. Può produrre anche dischi vuoti nei quali inserire ordini per comandare coloro nei quali li inserisce. È inoltre in grado di creare illusioni, spesso sotto forma di sogno, e di secernere un acido corrosivo che "digerisce" molto lentamente, ma senza lasciare traccia, le proprie vittime. - C-Moon: creato dall'unione con il Bambino Verde; altera la gravità allontanando ogni cosa da Pucci nel raggio di alcuni chilometri. È inoltre in grado di far collassare ciò che colpisce su sé stesso e di cambiare la direzione in cui la gravità terrestre influisce gli oggetti. - Made in Heaven: quando il processo di evoluzione di C-Moon giunge al termine nasce Made in Heaven che, sfruttando il legame tra percezione temporale e gravità, accelera lo scorrere del tempo dal punto di vista degli esseri viventi, portando l'universo alla sua fine per poi riavviarlo da capo. Chiunque fosse vivo all'attivarsi del potere si ritroverà quindi in un universo alternativo, in cui conosce già tutto quello che accadrà; in caso il portatore muoia prima che l'accelerazione sia portata a compimento, chiunque si ritrovi nel nuovo universo non sarà più in grado di percepire il suo futuro. I morti saranno invece sostituiti da nuove versioni di loro stessi. Pucci è l'unico immune all'accelerazione, per cui è in grado di spostarsi a velocità sovrumane. |
| Goo Goo Dolls                            | Gwess                         | Stand dalle dimensioni minute, può rimpicciolire all'istante una persona, tranne la portatrice, fino alle dimensioni di un topo. Se la persona si rifiuta di eseguire i comandi della portatrice lo Stand la attacca automaticamente, facendola a pezzi. È dotato di artigli e di zanne affilate che lo rendono temibile nonostante le sue dimensioni, soprattutto per quelli rimpiccioliti dal suo potere. |
| Manhattan Transfer                       | Johngalli A.                  | Piccolo e leggerissimo Stand dall'aspetto di una campana a vento volante, agisce a grande distanza ed analizzando con precisione estrema le correnti d'aria fornisce una mappatura precisa dell'ambiente al portatore. Tutto ciò che si muove, e quindi sposta l'aria, viene localizzato. Inoltre è abbastanza resistente da sopportare senza problemi i proiettili, consentendo così di correggere la traiettoria dei colpi sparati dal portatore per raggiungere angoli altrimenti inaccessibili o far rimbalzare i colpi per attaccare il nemico da un'angolatura imprevedibile. |
| Highway to Hell                          | Thunder McQueen               | Una volta scelta una vittima designata, riflette su di lei tutto ciò che viene inflitto - o autoinflitto - al portatore. |
| Marilyn Manson                           | Milaschon                     | Se la vittima perde una scommessa o bara il suo debito viene immediatamente riscosso da Marilyn Manson, sotto forma di proprietà o perfino degli organi della vittima. |
| Jumping Jack Flash                       | Lang Wrangler                 | Ciò che viene colpito diventa immune alla gravità. L'effetto può essere esteso anche a ciò che la vittima tocca. |
| Limp Bizkit                              | Sports Max                    | Permette di riportare in vita i morti sotto forma di manifestazioni invisibili simili a zombi, compreso il portatore. |
| Survivor                                 | Guccio                        | Genera un impulso nervoso che costringe la vittima a combattere fino alla morte. |
| Planet Waves                             | Viviano Westwood              | Attira meteore verso il portatore, facendo in modo che si disintegrino prima di toccarlo, colpendo qualsiasi cosa si trovi in mezzo. |
| Dragon's Dream                           | Kenzo                         | Stand imparziale: indica costantemente al portatore e ai suoi avversari, tramite il feng-shui, i luoghi fortunati e sfortunati. Fornisce inoltre consigli e pronostici basati sul feng-shui, che si realizzano senza possibilità d'errore. |
| Yoyoma                                   | D and G                       | Stand automatico indistruttibile, e persino un po' masochista. Aiuta il suo bersaglio e si comporta da sempliciotto per fargli abbassare la guardia, per poi attaccarlo con la sua saliva corrosiva in modo indiretto e discreto, per non venire scoperto finché non è troppo tardi. |
| Green, Green Grass of Home               | Bambino Verde                 | Chi tenta di avvicinarsi al Bambino Verde vede la sua statura ridursi proporzionalmente alla distanza percorsa. Minore è la distanza, minore diviene la vittima; in questo modo, teoricamente, il Bambino Verde non può essere toccato da nessuno in quanto non c'è limite al processo di rimpiccolimento. Questa abilità è probabilmente un richiamo al paradosso di Zenone. |
| Jailhouse Lock                           | Miuccia Müller                | Chi è sotto l'effetto di questo stand diventa in grado di ricordare solo le ultime tre nuove informazioni apprese, dimenticando via via quelle più vecchie. L'idea è una chiara citazione dal film Memento. |
| Bohemian Rhapsody                        | Ungaro                        | Manifesta nel mondo reale le opere di fantasia. Se una persona riconosce una delle opere in questione parte della sua mente si separa inavvertitamente dal corpo assieme allo stand, lasciando entrambi vulnerabili. La vittima viene poi "trasformata" nel personaggio e costretta a seguirne il destino. |
| Sky High                                 | Rykiel                        | Controlla gli esseri criptidi conosciuti come Rods, che risucchiano l'energia termica della vittima. |
| Underworld                               | Donatello Versus              | Trasporta le vittime negli eventi tragici del passato estratti dalla memoria storica del suolo. |
| Stand già comparsi in Stardust Crusaders |                               | |
| Stand                                    | Portatore                     | Effetto |
| Star Platinum                            | Jotaro Kujo                   | - Star Platinum: possiede velocità e potenza fisica impareggiabili, oltre che dotato di riflessi e precisione elevati. - The World: può fermare il tempo fino a un massimo di 5 secondi. |

### Settima serie: Steel Ball Run
| Stand                       | Portatore          | Effetto |
| Tusk                        | Johnny Joestar     | - Act 1: la rotazione delle unghie di mani e piedi gli permette di tagliare vari oggetti e può anche spararle come proiettili. Le unghie sparate in questo modo ricrescono e si rigenerano infinite volte. Inoltre, grazie all'attrito generato da questa rotazione può spostarsi scavando nel terreno. - Act 2: Le unghie proiettile fatte ruotare seguendo la rotazione aurea diventano fori mobili che inseguono il nemico. Le unghie richiedono più tempo per essere rigenerate, ma mangiando erbe o bevendo tisane la ricrescita accelera. - Act 3: sparandosi con un'unghia fatta ruotare seguendo la rotazione aurea diventa possibile trasferire parti del corpo attraverso i fori mobili. - Act 4: costituito dall'energia infinita ottenuta dalla rotazione che sfrutta la forza di un cavallo e dalla rotazione delle unghie di Johnny. Tale rotazione controlla la forza di gravità e quindi riesce a passare attraverso altre dimensioni e il danno che infligge è infinito. |
| Scan / Ball Breaker         | Gyro Zeppeli       | - Scan: l'occhio sinistro vede tutto ciò che entra in contatto con la sfera di ferro, permettendo un'analisi infallibile dello spazio. Può perfino visualizzare l'interno dei corpi come se fosse dotato di raggi X. - Ball Breaker: le sfere di ferro fatte ruotare seguendo la rotazione aurea possono attraversare le pareti dimensionali e accelerano il processo di invecchiamento di qualsiasi cosa tocchino. |
| Scary Monsters / The World  | Diego Brando       | - Scary Monsters: rubato a Ferdinand, permette a Diego di trasformarsi in un dinosauro, e a trasformare ciò che vuole in un dinosauro ai suoi ordini. - The World: appartenente a un Diego proveniente da un'altra dimensione, è in grado di fermare il tempo per cinque secondi. |
| Dirty Deeds Done Dirt Cheap | Funny Valentine    | - Dirty Deeds Done Dirt Cheap: permette di recarsi in innumerevoli altre dimensioni, posizionandosi nello spazio in mezzo a due oggetti. È necessaria molta attenzione poiché, nel caso una persona o un oggetto incontri il proprio doppio, finirebbero entrambi distrutti e svanirebbero. L'unica eccezione è il presidente Valentine, che può scambiarsi con i suoi alter ego delle altre dimensioni, riuscendo così a tornare indietro senza più ferite. Anche se esistono molte dimensioni, D4C è uno solo. - Love Train: è il fenomeno che si è verificato quando, attraverso il corpo di Lucy Steel, si sono riunite le nove parti dei resti della reliquia. Entrando in una breccia di luce creata dalla reliquia, questo fenomeno attrae solo ciò che è positivo e spazza via verso qualche altro luogo della terra quanto ci sia di negativo. |
| In a Silent Way             | Sandman / Soundman | È in grado di dare forma ai rumori, e di scagliarli contro il nemico. Entrando in contatto con questi rumori solidificati, l'avversario subisce l'azione che li ha generati e viene distrutto. Pare che farli trasportare dall'acqua produca l'effetto più devastante. |
| Oh! Lonesome Me             | Mountain Tim       | Ha il potere di dividere in pezzi il proprio corpo o quello di qualcun altro, facendoli muovere lungo una corda, e di riportare tutto come prima. |
| Hey Ya!                     | Pocoloco           | Dona consigli e fa il tifo per il proprio portatore. |
| Tomb of the Boom            | Fratelli Boom Boom | Controlla il potere e l'intensità magnetica a piacimento; chiunque venga toccato da un oggetto metallico toccato dai Boom Boom vedrà gli oggetti metallici conficcarsi nella propria carne. Se i tre Boom Boom si avvicinano a triangolo al nemico, la forza magnetica aumenta fino a farlo esplodere. |
| Boku no Rhythm wo Kiitekure | Oyecomova          | Crea delle spolette a forma di orologio che fungono da timer e fanno saltare in aria ciò a cui sono attaccate non appena vengono staccate |
| Wired                       | Pork Pie Hat Kid   | Usando un piatto pieno d'acqua, passa attraverso un'altra dimensione e cattura le sue prede dal cielo con i suoi due cavi. Si serve di insetti e penne come esche attaccate agli uncini. |
| Scary Monsters              | Ferdinand          | Trasforma ciò che vuole in un fedele dinosauro, che siano animali o persone. |
| Cream Starter               | Hot Pants          | Trasforma la carne in crema e la spruzza. Usato mentre si tocca qualcun altro, sottrae la carne dalla persona toccata. |
| Mandom                      | Ringo Roadagain    | Può riportare indietro il tempo di sei secondi. |
| Catch the Rainbow           | Blackmore          | Immobilizza la pioggia rendendola immune agli effetti della forza di gravità e può camminarci sopra. |
| Sugar Mountain's Spring     | Sugar Mountain     | Gli oggetti caduti dentro una sorgente tornano molto più preziosi. Tuttavia, bisogna scambiarli e liberarsene entro il tramonto successivo. Coloro che non ci riescono diventano i guardiani della sorgente stessa. |
| Tattoo You!                 | Squadra di sicari  | Undici uomini con dei disegni sulla schiena attraverso i quali possono spostarsi liberamente dall'uno all'altro. |
| Tubular Bells               | Mike O.            | Permette di gonfiare il metallo con la bocca, come se fosse un palloncino. Modellandolo e dandogli la forma di un cane, insegue ovunque l'odore del bersaglio per poi distruggerlo dopo essere entrato nel suo corpo. |
| 20th Century Boy            | Magenta Magenta    | È in grado di scaricare al suolo l'energia di qualunque attacco. Tuttavia, mentre questo stand è attivo, non si può effettuare il minimo movimento. |
| Civil War                   | Axl Ro             | È uno spazio controllato dai peccati che sono collegati all'aver gettato via e abbandonato qualcosa nel passato. Purificarsi con dell'acqua, facendo sì che qualcun altro si faccia carico di quelle colpe, è l'unico modo per sfuggire alle proprie azioni. |
| Chocolate Disco             | D-I-S-C-O          | È in grado di far ricadere con precisione nel punto indicato dalle coordinate degli assi X e Y le energie e i materiali degli attacchi diretti contro di lui, indipendentemente dalla loro velocità e da quale direzione o con quale angolazione arrivino. |
| Ticket to Ride              | Lucy Steel         | Permette alla portatrice di solidificare le lacrime per usarle come coltello, inoltre manipola gli eventi attorno a sé rendendola invulnerabile. |

### Ottava serie: JoJolion
| Stand                                                             | Portatore                          | Effetto |
| Soft & Wet                                                        | Josuke Higashikata / Josefumi Kujo | - Soft & Wet: per un certo periodo di tempo, riesce a privare qualcosa o qualcuno delle sue caratteristiche come, per esempio, suono, vista e consistenza fisica. - Go Beyond: le bolle di sapone che fuoriescono dalla voglia a forma di stella di Josuke sono composte da filamenti sottili che ruotano senza sosta ad altissima velocità, assumendo la forma di sfere invisibili. Queste sfere riescono a superare le calamità di Wonder of U non essendo sullo stesso piano di esistenza di quest'ultimo. |
| Paisley Park                                                      | Yasuho Hirose                      | Riesce a guidare una persona verso la strada giusta da seguire. |
| Wonder of U                                                       | Tooru                              | Ha l'abilità di scagliare una calamità su chi insegue lo stand e/o il portatore. Più lo si rincorre e più si va incontro a morte certa. Il suo volto cambia aspetto a seconda di chi lo guarda: la gente comune lo vede come Satoru Akefu (direttore sanitario dell'ospedale dell'Università TG), ma chi è a conoscenza del suo potere, lo vede nella sua forma Stand. |
| King Nothing                                                      | Norisuke Higashikata               | Percepisce l'odore di persone o cose e riesce a visualizzarne la forma e seguirla. |
| Space Trucking                                                    | Kaato Higashikata                  | Può nascondere qualsiasi oggetto nello spazio tra due carte di un comune mazzo da gioco. |
| Speed King                                                        | Jobin Higashikata                  | È in grado di trasferire calore in un'area estremamente circoscritta. |
| Awaking III Leaves                                                | Mitsuba Higashikata                | Può materializzare e posizionare delle frecce con le quali può manipolare e indirizzare un flusso di energia. |
| Walking Heart                                                     | Hato Higashikata                   | Permette ai talloni di indurirsi. Indossando scarpe con i tacchi, questi ultimi possono allungarsi per quattro metri. |
| Nut King Call                                                     | Joshuu Higashikata                 | Presenta viti e dadi che impianta sul bersaglio. Quando un dado viene svitato dalla rispettiva vite, la parte in cui questa era stata collocata viene smontata e distrutta. |
| California King Bed                                               | Daiya Higashikata                  | Infrangere una regola imposta da Daiya permette al suo Stand di rubare una parte di memoria di chi non le ha obbedito sotto forma di pedine degli scacchi. |
| Paper Moon King                                                   | Tsurugi Higashikata                | Toccando gli origami di Tsurugi, si perde ogni cognizione della realtà. I volti delle persone, le lettere delle insegne dei negozi, tutto sembrerà uguale e indistinguibile. |
| Fun Fun Fun                                                       | Sasame Oujirou                     | Quando si posiziona esattamente al di sopra di una persona, può controllarne i movimenti. |
| Born This Way                                                     | Kei Nijimura                       | Quando ci si trova in un luogo e si apre qualcosa, come per esempio una porta, la propria posizione viene automaticamente rintracciata e si viene attaccati da un motociclista. Quando egli appare, il mondo circostante comincia a congelarsi. |
| Les Feuilles                                                      | Strada dell'Estorsione             | Calpestando le foglie cadute dagli alberi, si scivola e si viene spostati per poi ritornare nella posizione iniziale senza accorgersi di ciò che sta succedendo. |
| I Am a Rock                                                       | Yagiyama Yotsuyu                   | La sua abilità consiste nel radunare e attrarre oggetti dello stesso tipo verso il centro del corpo di qualcuno che viene sfiorato da Yagiyama. |
| Doobie Wah!                                                       | Dainenjima Aishou                  | Intercetta direttamente il respiro dell'obiettivo e, in relazione al ritmo e all'intensità della sua respirazione, lo uccide trasformandosi in un vortice. |
| Love Love Deluxe                                                  | Karera Sakunami                    | Riesce a far materializzare nelle cose toccate da qualcuno i capelli di quella stessa persona. |
| Schott Key n.1                                                    | Primo fratello A. Phex             | Permette al suo portatore di materializzare nella mano destra gli oggetti che tocca con la sinistra. |
| Schott Key n.2                                                    | Secondo fratello A. Phex           | Ha le sembianze di una borsa a forma di pallone da calcio che è in grado di espellere un gas tossico. |
| Vitamin C                                                         | Tamaki Damo                        | Il suo potere consiste nell'innalzare una barriera formata da impronte digitali sui muri e sulle finestre di una stanza. Colui che sfiora o si trova all'interno dell'area prescelta si scioglie. |
| Milagro Man                                                       | Zaihei Nigatake                    | La sua abilità consiste in una maledizione che moltiplica il denaro di chi viene colpito. |
| Blue Hawaii                                                       | Dolomite / Masaji Dorokoma         | Chi entra in contatto con i suoi liquidi corporei è costretto ad andare dritto verso l'obiettivo prescelto. |
| Doggy Style                                                       | Rai Mamezuku                       | È in grado di trasformare il proprio corpo in un nastro avente la stessa sensibilità di mani e piedi. |
| Brain Storm                                                       | Urban Guerilla                     | È in grado di distruggere le cellule del nemico attraverso dei batteri che rilascia dopo averlo toccato. |
| Ozone Baby                                                        | Poor Tom                           | Ha le sembianze di un modellino di casa che, una volta sotterrato, pressurizza l'aria degli spazi chiusi che si trovano all'interno del suo raggio d'azione di circa cento metri. |
| Doctor Wu                                                         | Wu Tomoki                          | Riesce a scomporre il proprio corpo in tantissimi frammenti. La dimensione di questi ultimi non determina una particolare variazione della loro potenza. |
| Stand già comparsi in Stardust Crusaders e Diamond is Unbreakable |                                    | |
| Stand                                                             | Portatore                          | Effetto |
| Killer Queen                                                      | Yoshikage Kira                     | - Killer Queen: produce bolle di sapone in grado di esplodere a contatto. - Sheer Heart Attack: bombe semoventi prodotte spesso in gruppo e di dimensioni ed effetto distruttivo variabili secondo la volontà del portatore. |
| Hermit Purple                                                     | Fumi / Joseph Joestar              | Rovi che crescono attorno al portatore e dotati di una forma umanoide, di cui si intravede la testa. |

### Nona serie: The JoJoLands
| Stand                  | Portatore             | Effetto |
| November Rain          | Jodio Joestar         | Può generare piogge localizzate di piccole gocce insolitamente pesanti. Quando le gocce toccano qualcuno, sono così pesanti da penetrare nella pelle della vittima e un numero sufficiente di esse è in grado di schiacciare completamente un essere umano. Il portatore è in grado di scegliere obiettivi precisi da colpire con la sua pioggia, rendendo solo delle gocce specifiche più pesanti del normale. |
| Smooth Operators       | Dragona Joestar       | Insieme di piccoli Stand simili a dei robot in grado di deformare gli oggetti afferrandoli e spingendoli o tirandoli in qualsiasi direzione, indipendentemente dal fatto che l'oggetto sia fissato in una determinata posizione. |
| The Hustle             | Paco Laburantes       | Permette al suo portatore di deformare e gonfiare i suoi muscoli a tal punto da poter afferrare gli oggetti con essi. Il possessore può anche modificare i muscoli di altre persone attraverso il contatto fisico, sia direttamente con il bersaglio che con un oggetto tenuto dal bersaglio. |
| The Matte Kudasai      | Usagi Aloha'oe        | Piccolo Stand che, usando come base una cosa esistente, può trasformarsi in un oggetto che qualcuno dice di volere. Può esaudire i desideri solo di altre persone e non quelli del suo portatore. |
| Cat Size               | Trio di gatti randagi | Stand condiviso da un trio di gatti, permette di creare dal loro pelo dei fili traslucidi che, una volta legati intorno a una parte del corpo della vittima, iniziano a stringersi sempre di più fino a tagliare la carne del malcapitato. |
| Bigmouth Strikes Again | Charming Man          | Permette al suo portatore di sgretolare la sua pelle come sabbia, rimodellandola per camuffarsi da un'altra persona o di mimetizzarsi con l'ambiente. È possibile nascondere oggetti sotto la pelle camuffata, come ad esempio un coltello. Il travestimento può anche essere distrutto con sufficiente forza.                                                                                                  |
| Bags Groove            | Lulu                  | Insieme di piccoli Stand che si attivano automaticamente quando qualcuno cerca di indagare sulle terre della Howler. Possono infiltrarsi nei corpi di più vittime contemporaneamente e viaggiare attraverso i loro vasi sanguigni, provocando lesioni interne che portano a sintomi e condizioni simili a malattie come edemi polmonari.                                                                        |
| Glory Days             | Bobby Jean            | Permette al portatore di controllare i proiettili che spara dalla sua pistola, ad esempio facendoli apparire all'improvviso o spostandoli dopo che sono stati sparati. Anche la velocità dei proiettili può essere manipolata. |
| Lyin' Eyes             | Laem Chabang          | Stand che si manifesta come una moltitudine di nematodi che si attaccano agli occhiali da sole del portatore. Questi nematodi sono in grado di annusare l'odore dello stress nelle creature viventi, consentendo loro di creare una mappa delle persone che hanno paura, e capire cosi se mentono o no. |
| 200 Balloons           | Ningbo                | Può gonfiare gli oggetti o gli esseri viventi che si trovano nel suo raggio d'azione, rendendoli galleggianti e fragili come un palloncino. Il rigonfiamento può aumentare fino al punto di scoppiare. |

## Accoglienza
Amedeo Sebastiano di Everyeye.it ha definito come i 10 migliori Stand del mondo de Le bizzarre avventure di JoJo rispettivamente: Magician Red, Purple Haze, Sticky Fingers, The Hand, Crazy Diamond, Echoes, Sex Pistols, Heaven's Door, Star Platinum e Gold Experience Requiem.
Emanuele D'Ascanio dello stesso sito web invece ha dato una classifica differente, ovvero: King Crimson, D4C, Star Platinum, The World, Killer Queen e Gold Experience Requiem.
Francesco Pelosi de Lo Spazio Bianco ha lodato gli Stand: Star Platinum, The World, Echoes, Heaven's Door, Killer Queen, King Crimson, Requiem, Gold Experience, Rolling Stones e Whitesnake/C-Moon/Made in Heaven.
Leonardo Diofebo di Stay Nerd trovò che gli Stand più belli di JoJo fossero: Black Sabbath, Purple Haze, Killer Queen, The Grateful Dead, Star Platinum, White Album, Sticky Fingers e The World, mentre Lorenzo Giuliano di iCrewPlay.com ha invece considerato come i 10 Stand più potenti: Sex Pistol, Aerosmith, Sticky Fingers, White Album, Green Day, Metallica, Notorius Big, Purple Haze, King Crimson e Gold Experience Requiem.